# Martín de Zubiaur
Martín de Zubiaur (Rentería 1550? - 1584 Sanlúcar ) fue un marino y cosmógrafo de Guipúzcoa (España) del siglo XVI.
Participó con su nave "Trinidad" en la aciaga expedición al estrecho de Magallanes de 1481 con un objetivo científico y cartográfico.
De las 25 naves que partieron de Sevilla en 1581, solo 5 regresaron a Sanlúcar de Barrameda en 1584.
Falleció a los tres días de su llegada a Sanlúcar de Barrameda de tan castigado como vino por las penalidades sufridas en la expedición.

## Descripción de la expedición al estrecho de Magallanes
El rey Felipe II dio el visto bueno a la organización de una flota destinada a situar, en aquellos lejanos parajes, colonos, aperos y soldados con la finalidad de cerrar la puerta magallánica.
Al mando de la expedición estuvieron Diego Flórez de Valdés y Pedro Sarmiento de Gamboa.
Partieron de Sevilla el 25 de septiembre de 1581, con veintitrés naves repletas de todo lo necesario para la empresa. Nada más partir una tormenta hundió 5 naves y dejó maltrechas otras tres retornando a Cádiz para su reorganización.
El 3 de diciembre, la flota, reducida a dieciséis embarcaciones, zarpó de nuevo hacia su destino recalando en Rio de Janeiro (Brasil) para reparaciones de los buques dañados por la travesía.
El 2 de noviembre de 1582, zarparon y tras nuevos temporales con sus consiguientes naufragios recalaron en el Puerto de Santa Catalina (Brasil).
Ocho naves se hicieron nuevamente a la mar el 1 de enero de 1583.

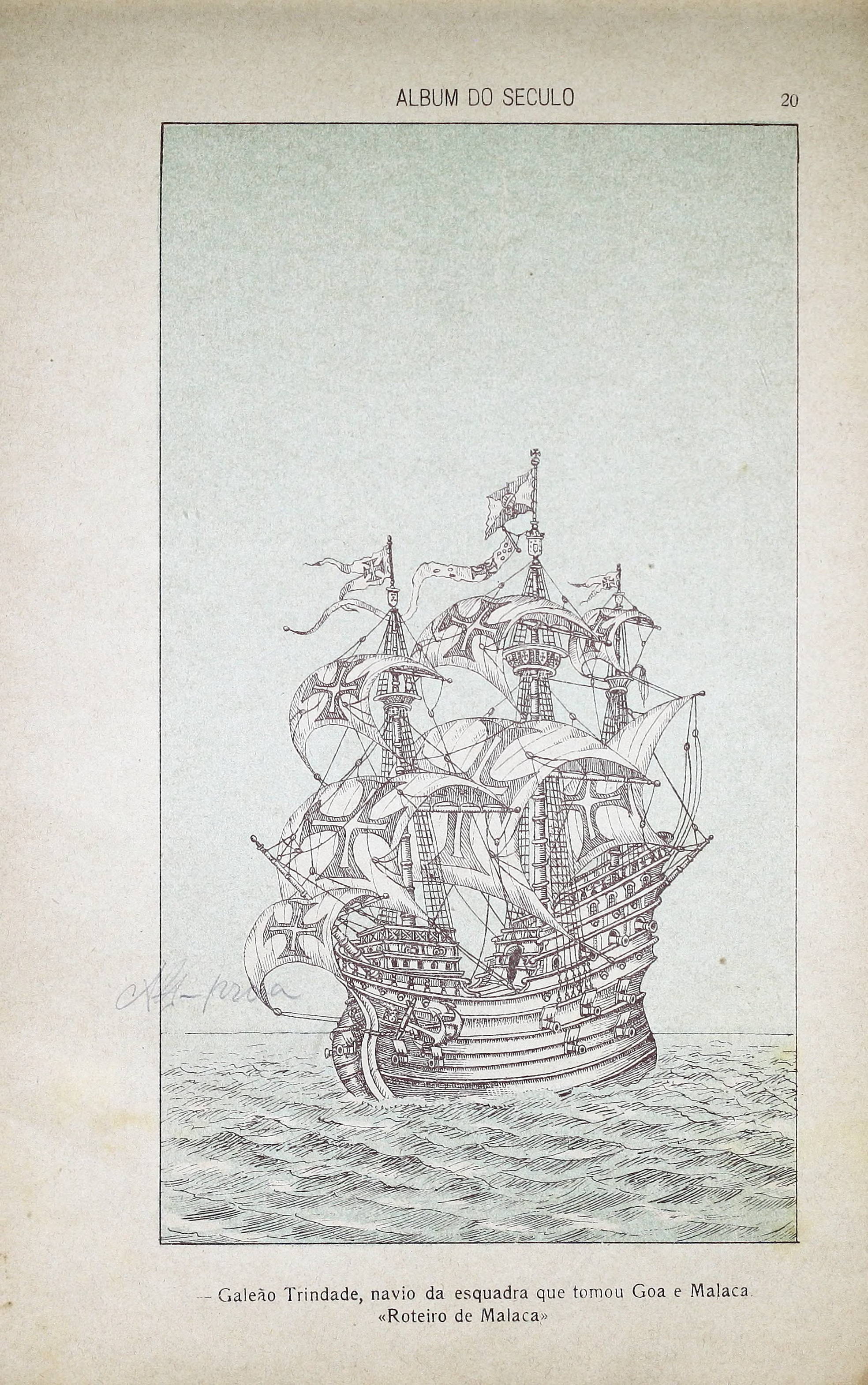
Galeón del siglo XVI

Cinco naves llegaron a la boca del estrecho pero no pudieron penetrar en él por los fuertes vientos existentes.
La llegada de nuevos buques de refuerzo hizo que pudieran introducirse en el estrecho en febrero de 1584 y fundar las ciudades del Rey Felipe y del Nombre de Jesús.
Estas colonias tuvieron catastrófico final. Sus integrantes perecieron de hambre y de frío. Cuando el pirata inglés Cavendish, pasó por allí en 1.586, encontró algunos supervivientes a los que dejó que se muriesen por sí solos sin darles el más mínimo socorro y bautizando para la posteridad con el nombre de "Puerto del Hambre" a la fallida colonia.
De las naves que salieron de Cádiz, nueve eran guipuzcoanas y de ellas tres regresaron a Sanlúcar el 7 de julio de 1584 : la "San Juan Bautista" al mando de Joanes de Amasa (Rentería) ,  la "Concepción" mandada por Pedro de Zubiaur ( enterrado en la iglesia de Rentería) y la nao "María", comandada por Joanes de Villaviciosa (Pasajes).
Aunque atravesaron el estrecho de Magallanes, no consiguieron la misión para lo que fue creada la expedición que no era otra que establecer unas colonias estables que controlaran el paso por el estrecho de Magallanes, especialmente a los piratas ingleses.

## Biografía
Martín de Zubiaur nació hacia 1450 en Rentería, provincia de Guipúzcoa del País Vasco (España)
En 1580 mandó construir la nao "Trinidad" en los astilleros de la Magdalena en Guipúzcoa.
Se dedicaba al transporte de mercancías a Sevilla que trocar por cargamento de trigo.
El barco llamó la atención en Sevilla y a través de la Casa de Contratación sevillana la incluyeron en la flota en formación al servicio de Su Majestad. Con la nao se incluía su dueño y capitán, con fama de cosmógrafo, y su tripulación mayormente guipuzcoana.
Tras las duras vicisitudes del viaje, Martín vendió la nao Trinidad al Rey en América antes de la última singladura de retorno.
Martín de Zubiaur volvió a España en una de las naves supervivientes y falleció tres días después de su llegada por las penalidades del viaje.